# Celestin Matějů

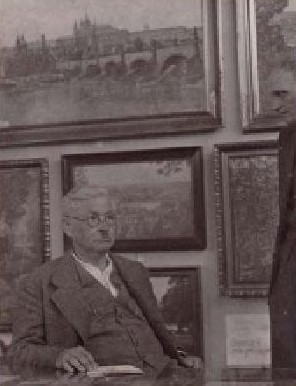
Akademický malíř Celestin Matějů se svými obrazy

Celestin Matějů (6. dubna 1880 Bačetín – 5. dubna 1959 Kolinec) byl český akademický malíř.

## Život
Narodil se v Bačetíně u Dobrušky v podhůří Orlických hor do rodiny polního zahradníka Jana Matějů a jeho druhé ženy Anny roz. Holé z Mezilesí. Celestin projevoval již v dětství nadání ke kreslení a později i k malbě. Měl dva nevlastní bratry z otcova prvního manželství (Josefa a Antonína) a šest vlastních sourozenců (bratry Jana, Stanislava, Adolfa, Bohumila a sestry Annu a Emílii). Obecnou školu navštěvoval v rodném Bačetíně a později žil v Červeném Kostelci. Studovat malířství a grafiku odešel do Vídně a po návratu ze studií žil a tvořil v Červeném Kostelci. V prosinci roku 1908 se v Praze oženil s Eliškou Bekovou a zprvu žili na Žižkově a později na Královských Vinohradech. V roce 1909 se jim narodil syn Vilém a za rok opět syn Rudolf. Během svého pobytu v Praze namaloval nespočet obrazů ve kterých zachytil postupně mizející zákoutí tohoto města. V roce 1924 daroval do nově vystavěné kaple v Sudíně obraz sv. Anny, které je stavba zasvěcena. V letních měsících roku 1925 pobýval v Náchodě a vzniklé obrazy zde i vystavil.
V říjnu roku 1937 Celestin Matějů ovdověl a kolem roku 1940 Prahu opustil a odstěhoval se do Kolince u Klatov ke své druhé ženě Anně Matějů, za svobodna Mertlové. Zde žil a tvořil v domě čp. 202 a měl tam i ateliér. Vytvořil zde mnoho obrazů, povětšinou miniatur, kterými obdaroval své známé a často jimi platil protislužby. Ve své tvorbě se věnoval převážně malbě krajin, ale byl i zručný portrétista a maloval i zátiší a květiny. Reprodukce obrazů Celestina Matějů převážně z Náchodska byly vydávány na řadě pohlednic.
Celestin Matějů zemřel v Kolinci 5. 4. 1959 a je pohřben na místním hřbitově.
V říjnu roku 2017 byl v Bačetíně pojmenován nový zvon Celestýn po osobě ak. mal. Celestina Matějů a zároveň byla otevřena naučná stezka Celestina Matějů mezi Bačetínem a místní částí Sudín.

## Výstavy (výběr)

### Kolektivní
- 1909 – Výstava „Divokých“, Topičův salon (1906–1911), Praha

### Autorské
- 1924 – Červený Kostelec
- 1925 – Náchod, přednáškový sál městského divadla
  - Rychnov nad Kněžnou (vystavil přes 100 obrazů, kreseb a karikatur)